# Анна Кареніна
«А́нна Каре́ніна» — другий роман російського письменника Льва Толстого — розповідь про трагічну любов одруженої дами Анни Кареніної і офіцера Вронського на тлі щасливого сімейного життя дворян Костянтина Левіна і Кіті Щербацької. Маштабна картина вдач і побуту дворянського середовища Петербурга і Москви другої половини XIX століття, що поєднує філософські роздуми автора з передовими у російській літературі психологічними замальовками, а також сценами з життя селян.

## Історія створення
Толстой мав намір написати історичну повість про часи Петра І, але досить несподівано облишив цей задум і звернувся до проблем сучасності.
Поштовхом до створення роману було перечитування Толстим творів О. С. Пушкіна. Його Анна Кареніна, умовно кажучи,— це Тетяна Ларіна, яка переступила звичаї тодішнього суспільства й дала волю своїм почуттям. У першому варіанті роману героїню Толстого звали Тетяною.
Прототипи Анни Кареніної. Один із них — Марія Олександрівна Гартунг (1832—1919), донька Пушкіна. Але нагадує вона Анну «не характером, не життям, а зовнішністю». Другий прототип — Анна Степанівна Пирогова, яку нещасливе кохання призвело до загибелі — вона кинулася під товарний потяг.
У одному з початкових варіантів роман мав назву «Два шлюби». І хоча заголовок автор згодом змінив, у композиційному плані збереглася ця головна паралель первинного задуму: в ній виразно простежується послідовність і поєднання двох сюжетних ліній — лінії Анни Кареніної, її шлюб був нещасливий і призвів до трагічної розв'язки, і лінії Костянтина Левіна, сімейне життя якого склалося цілком щасливо. Але створені художником образи тим і прекрасні, що сповнені життя і не вкладаються в рамки простої схеми. Щасливий сім'янин Левін страждає, зневірюється, відчуває відчуження від життя, тому що маленьке сімейне щастя не може його задовольнити, він шукає шляхи до загального щастя і справедливості.

## Сюжет
Основний конфлікт роману розвивається на прикладі кількох сімейних пар: Анна − Каренін, Долі − Облонський, Кіті − Левін. У всіх випадках автор так і не знаходить відповіді на хвилюючі його питання: як живе людина в сім'ї і в суспільстві? Чи можна обмежитися тільки рамками сім'ї? У чому секрет людського щастя?
Головна героїня роману, Анна Кареніна — людина розумна та чесна, але її образ гулящої жінки пов'язаний обманом і зрадою. Сенс її життя — власне щастя. Обранцем Анни стає Олексій Вронський — представник петербурзької інтелігенції. Чоловік Анни, високопоставлений чиновник, який на перший погляд видається бездушним і черствим, але насправді здатний до високих почуттів.
Три сюжетні лінії, які складають канву роману мають схожі та відмінні риси. Анна обирає кохання, руйнуючи родину. Долі, дружина її брата Степана Облонського, чинить навпаки: заради щастя і благополуччя дітей пробачає зраду чоловіку. Костянтин Левін, одружившись з молодшою сестрою Долі, Кіті Щербацькою, прагне духовного й чистого шлюбу.
Історія одруження Костянтина і Кіті, духовні пошуки Левіна є автобіографічними, оскільки відтворюють епізоди одруження і сімейного життя Льва Миколайовича й Софії Андріївни.
Лев Толстой створює умови, які реабілітують Анну. Вона відкрита, не приховує своїх стосунків з Вронським, прагне добитися розлучення у чоловіка. Проте письменник засуджує її. Розплатою за зраду чоловікові стає самогубство героїні, яке за задумом автора, — вияв Божого суду. Недаремно епіграфом до романа є цитата з біблійної книги «Повторення закону» в церковнослов'янському перекладі: «Мнѣ отмщеніе, и Азъ воздамъ».
Кохання Анни до Вронського, на думку Льва Толстого, — є виявом не високого почуття, а згубної пристрасті. Її символ — люта завірюха, під час якої відбувається освідчення Вронського Анні.
Усіх героїв Толстой вводить без попереднього опису і характеристик, в гострих життєвих ситуацій. Анну — в момент її зустрічі з Вронським, Стіву Облонського і Доллі в ситуації, коли обом здається, що їхня сім'я руйнується, Костянтина Левіна — того дня, коли він намагається зробити пропозицію Кіті.

### Розвиток образу
У первісному задумі Л. М. Толстого героїнею роману була Тетяна Сергіївна Ставрович (Ганна Аркадіївна Кареніна), чоловік її — Михайло Михайлович Ставрович (Олексій Олександрович Каренін), коханий — Іван Петрович Балашев (Олексій Кирилович Вронський). Образи трохи відрізнялися.
«Було щось викликаюче і зухвале в її одязі і ході і щось просте і смиренне в її особі з великими чорними очима і посмішкою, такою ж як у брата Стіви».
Робота над романом обтяжувала Л. Н. Толстого («я мимоволі засів писати»), він часто відкладав його, займаючись освітніми програмами («я відриваюсь від людей реальних до вигаданих»); і був байдужий до його успіху. У листі до А. А. Фета він говорив, що «нудна і вульгарна Анна К. йому противна … Моя Анна набридла мені, як гірка редька».
Крім того, видавців бентежила своїм одкровенням сцена фізичного зближення головних героїв, в якій «неможлива, жахлива і тим більше чарівна мрія збулася, але перетворилася для Анни в почуття фізичного приниження».
У лютому 1875 Л. Толстой писав М. Каткову: "В останньому розділі не можу нічого чіпати. Яскравий реалізм, є єдиним знаряддям, так як ні пафос, ні міркування я не можу вживати. І це одне з місць, на якому стоїть весь роман. Якщо воно помилкове, то все помилково ".
Однак 16 лютого 1875 року, після прочитання цієї глави Б.Алмазовим, і засідання Товариства любителів російської словесності з цього приводу, Л.Толстой отримав вітальну телеграму від імені членів Товариства.
У первинному варіанті роману героїня отримує розлучення і живе з коханцем, у них двоє дітей. Але спосіб життя змінюється, їх «як нічних метеликів оточують погано виховані письменники, музиканти та художники». Немов привид з'являється колишній чоловік, нещасний «змарнілий, згорблений старий», який купив у зброяра револьвер, щоб убити дружину і застрелитися самому [До 10], але потім приїжджає в будинок до своєї колишньої дружини: "Він являється до неї як духівник і закликає її до релігійного відродження ". Вронський (Балашёв) і Анна (Тетяна Сергіївна) сваряться, він їде, вона залишає записку, йде, і через день її тіло знаходять в Неві.

## Прототипи

### Анна Кареніна
Прототипи Анни Кареніної. Один із них — Марія Олександрівна Гартунг (1832—1919), донька Пушкіна. Але нагадує вона Анну «не характером, не життям, а зовнішністю». Другий прототип — Анна Степанівна Пирогова, яку нещасливе кохання призвело до загибелі — вона кинулася під товарний потяг.

### Костянтин Левін
Був намальований в романі як типовий образ російського ідеаліста. Одкровення щоденника Льва Миколайовича, в якому він сумлінно записував всі свої інтимні переживання, справили перед весіллям на Софію Андріївну гнітюче враження. Толстий відчував перед нею свою відповідальність і вину.

### Микола Левін
Дмитро Миколайович Толстой. Був аскетичним, суворий і релігійний, в родині його прозвали Ноєм. Потім почав гуляти, викупив і забрав до себе продажну Машу.

### Олексій Вронський
Граф Олексій Кирилович Вронський, в первинному варіанті роману — Іван Петрович Балашёв, потім Удашёв, Гагин.
- Микола Миколайович Раєвський (1839—1876), письменник, фахівець з Бавовництво.
- Олексій Костянтинович Толстой (1817—1875), флігель-ад'ютант і поет. У 1862 році одружився з С. А. Міллер-Бахметьєвою, яка заради нього покинула чоловіка і сім'ю.

### Олексій Олександрович Каренін
У первинному варіанті роману — Михайло Михайлович Ставровіч.
Прізвище героя сталася від грецького Кареон — голова. У Кареніна розум переважає над почуттям.
За задумом, Каренін був «людиною дуже доброю, цілком зануреним в себе, розсіяним і не блискучим в суспільстві, такий собі — учений дивак». Толстой малював цей образ з явним авторським співчуттям. Але в очах Анни — він чудовисько.

### Графиня Лідія Іванівна
Замість графині Лідії Іванівни в рукописи Л. М. Толстого фігурує сестра Кареніна, Марія Олександрівна Кареніна (Марі), дбайливо займається вихованням його сина, ім'я якого — Саша.
Також вона деякими рисами нагадує дочку Анни Андріївни Щербатової і голови Державної ради при Олександрі II Д. Н. Блудова, Антоніну Дмитрівну (1812—1891), релігійну даму, яка займалася благодійністю, її сестру звали Лідією.
Примітний факт: в романі побіжно згадується якийсь сер Джон, місіонер з Індії, що мав стосунок до графині Лідії Іванівні.

### Стів Облонский
- Леонід Дмитрович Оболенський (1844—1888), чоловік Е. В. Толстой (дочки молодшої сестри Л. М. Толстого, Марії). Зовнішністю і характером він був схожий на Степана Аркадійовича — "досить велике зростання, білява борода, широкі плечі. Його добродушність, схильність до приємного проведення часу ". У деяких чорнових варіантах роману Степан Аркадійович Облонский навіть названий Леонідом Дмитровичем.
- Повітовий представник дворянства і московський губернатор Василь Степанович Перфильєв (1826—1890). Був одружений з П. Ф. Толстою (троюрідною сестрою).

### князь Щербацький
Прототип — Сергію Олександровичу Щербатов, директор московської лосини фабрики, ад'ютант генерала І. Ф. Паскевича-Ериванське, друг А. С. Пушкіна. Його дружина була фрейліною імператриці Олександри Федорівни.

### Кіті
Катерина Олександрівна Щербацкая, пізніше — дружина Левіна
Прототип — дочка Щербатова, Парасковія Сергіївна (1840—1924), до якої Л. Н. Толстой відчував симпатії, (пізніше вона стала дружиною графа А. С. Уварова)

### Бетсі Тверська
Княгиня Єлизавета Федорівна Тверська, Вронська, кузина Олексія Кириловича, дружина кузена Анни Облонской (Кареніної).
У первинному варіанті — Міка Врасська.

## Проблематика
Сім'ї, шлюбу (роль сім'ї у життя людини («мысль семейная» (Л. Толстой); пошуки основ міцних сімейних зв'язків: «усі щасливі сім'ї схожі між собою, кожна нещаслива сім'я нещасна по-своєму»). Кохання. Взаємин батьків і дітей (право жінки/чоловіка на життя за порухами власної душі чи обов'язок перед членами своєї сім'ї, відповідальність батьків за щастя своїх дітей — доля Сергія Кареніна та маленької Ані). Місця людини в суспільстві. Сенсу буття. Життя та смерті. Обов'язку та відповідальності.

## Художні особливості
Характерними художніми особливостями роману є повтори ситуацій та образів, які прогнозують розвиток подій. В епізоді знайомства Анни та Олексія Вронського на залізничному вокзалі гине зчіплювач вагонів. На залізничній станції відбувається й освічення Вронського до Анни. Образ залізниці співвідноситься в романі з мотивами пристрасті, смертельної загрози. Смерть Кареніної і провина Вронського провіщуються на перегонах, де Олексій через незграбність ламає хребет своїй кобилі. Символічного значення набуває й сон Анни, в якому вона бачить чоловіка, що працює з залізом, він нагадує образ залізничних службовців, овіяний загрозою і смертю.
В «Анні Кареніній» Толстой неодноразово використовує прийом внутрішнього монологу, хаотичних спостережень, вражень від навколишнього світу та думок героїні.
У «Анні Кареніній» сюжет і фабула не збігаються.
Принцип концентричного розташування сюжетних кіл − характерна для Толстого форма виявлення внутрішньої єдності «широкого і вільного роману».
Глави роману розташовані циклами, між якими існує тісний зв'язок і в тематичному, і в сюжетному планах. Кожна частина роману має свій «вузол ідеї». Опорними пунктами композиції є сюжетно-тематичні центри, які послідовно змінюють один одного.

## Екранізації роману
- Анна Кареніна (фільм, 1910) (Німеччина).
- Анна Кареніна (фільм, 1911) (Росія). У ролі Анни — М. Сорохтіна.
- Анна Кареніна (фільм, 1914) (Росія). У ролі Анни — М. Германова.
- Анна Кареніна (фільм, 1915) (США). У ролі Анни — Бетті Нансен.
- Анна Кареніна (фільм, 1918) (Угорщина). У ролі Анни — Ірен Варсаньї.
- Анна Кареніна (фільм, 1919) (Німеччина). У ролі Анни — Ла Мара.
- 1935 — Анна Кареніна. У ролі Анни — Грета Гарбо.
- 1948 — Анна Кареніна. У ролі Анни — Вів'єн Лі.
- Анна Кареніна (фільм, 1952) (Індія).
- 1953 — Анна Кареніна (СРСР). У ролі Анни — Алла Тарасова.
- Анна Кареніна (фільм, 1956) (Аргентина).
- Анна Каренина (фільм, 1961) (Велика Британія). У ролі Анни — Клер Блум.
- 1967 — Анна Кареніна (СРСР). У ролі Анни — Тетяна Самойлова.
- Анна Кареніна (фільм, 1974) (СРСР). Фільм-балет. У ролі Анни — Майя Плісецька.
- Анна Кареніна (фільм, 1977). У ролі Анни — Нікола Пагетт.
- Анна Кареніна (фільм, 1985) (США). У ролі Анни — Жаклін Біссет.
- 1997 — Анна Кареніна (США-Велика Британія). У ролі Анни — Софі Марсо.
- Анна Кареніна (фільм, 2000) (Велика Британія). У ролі Анни — Хелен МакКрорі.
- Анна Кареніна (фільм, 2009). У ролі Анни — Тетяна Друбич.
- 2012 — Анна Кареніна (Велика Британія). У ролі Анни — Кіра Найтлі.
- 2013 — Анна Кареніна (Італія). У ролі Анни — Вітторія Пуччіні
- 2017 — Анна Кареніна. Історія Вронського (Росія). У ролі Анни — Боярська Єлизавета Михайлівна

## Цікаві факти
- Номер 48 у Рейтингу 100 найкращих книг усіх часів журналу Ньюсвік[2].
- Анна Кареніна покінчила з собою на станції Обіраловка, зараз станція Залізнична в Московській області. Поруч зі станцією знаходиться ресторан і диско-бар «Анна Кареніна».
- У 1916 році вийшов фільм «Дочка Анни Кареніної».

## Переклади українською
- (частковий переклад, 4 з 8 частин) Лев Толстой. Анна Кареніна. Роман на вісім частин. Кн 1. Частини I—IV. Пер. з російської: Олексій Варавва; малюнки: Софія Налепінська-Бойчук. Харків: Держлітвидав УРСР. 1935. 464 с.
- (повний переклад, 8 з 8 частин) Лев Толстой. Анна Кареніна. Роман на вісім частин. Пер. з російської: Антін Хуторян; малюнки: А. Ванеціан. Київ: Держлітвидав УРСР. 1955. 704 стор.
  - (передрук) Лев Толстой. Анна Кареніна у 2 книгах. Переклад з російської: Антін Хуторян. Київ: Держлітвидав УРСР. 1959-1960 // Лев Толстой. Твори в 12 томах. Київ: Держлітвидав УРСР. 1958-1960.
  - Т. 8: Анна Кареніна. Кн 1.: Ч.1-4
  - Т. 9: Анна Кареніна. Кн 2.: Ч.5-8